# Попугайная цветочница
Попугайная цветочница, или вьюрковая цветочница, или оу (лат. Psittirostra psittacea) — исчезнувший гавайский вид воробьинообразных птиц из подсемейства гавайских цветочниц (Drepanidinae) внутри семейства вьюрковых (Fringillidae), выделяемый в монотипический род Psittirostra. Встречался на островах Кауаи и Гавайи. Птица обитала во влажных лесах на высоте от 800 до 1900 метров над уровнем моря, хотя большее число особей встречалось на высотах от 1200 до 1500 метров. Птицы питались в основном фруктами Freycinetia arborea, реже цветками и бутонами Metrosideros polymorpha, также рацион птиц составляли и насекомые.
Длина тела птицы была 17 см. У попугайной цветочницы имелся толстый крючковидный клюв, за что птица и получила своё название. Оперение самцов было оливково-зелёным с жёлтой головой и белым огузком, у самок оливково-зелёным, с более сероватым горлом и грудью. У обоих полов клюв был светло-розовым. Песня птиц была протяжная, громкая состояла из комплекса свистящих, мелодичных звуков и трели.
В 2024 году этот вид включён в международный список МСОП в категорию EX (исчезнувшие).